# Município de Portage (condado de Wood, Ohio)
O município de Portage (em inglês: Portage Township) é um município localizado no condado de Wood no estado estadounidense de Ohio. No ano de 2010 tinha uma população de 1.614 habitantes e uma densidade populacional de 17,03 pessoas por km².

## Geografia
O município de Portage encontra-se localizado nas coordenadas 41° 18′ 19″ N, 83° 35′ 23″ O. Segundo a Departamento do Censo dos Estados Unidos, o município tem uma superfície total de 94.77 km², da qual 94.58 km² correspondem a terra firme e (0.19%) 0.18 km² é água.

## Demografia
Segundo o censo de 2010, tinha 1.614 habitantes residindo no município de Portage. A densidade populacional era de 17,03 hab./km². Dos 1.614 habitantes, o município de Portage estava composto pelo 96.59% brancos, o 0.81% eram afroamericanos, o 0.5% eram amerindios, o 0.56% eram asiáticos, o 0.12% eram insulares do Pacífico, o 0.87% eram de outras raças e o 0.56% pertenciam a duas ou mais raças. Do total da população o 3.84% eram hispanos ou latinos de qualquer raça.